# Impreza turystyczna
Impreza turystyczna – co najmniej dwa różne rodzaje usług turystycznych na potrzeby tej samej podróży lub wakacji.
Przed 1 lipca 2018 r. imprezą turystyczną były co najmniej dwie usługi turystyczne tworzące jednolity program i objęte wspólną ceną, jeżeli usługi te obejmowały nocleg lub trwały ponad 24 godziny albo jeżeli program przewidywał zmianę miejsca pobytu.
Impreza turystyczna to:
- podróż wcześniej zorganizowana przez operatora (organizatora wycieczek, biuro podróży, przewoźnika) obejmująca kilka usług turystycznych w ramach jednej umowy,
- dostosowana do indywidualnych potrzeb impreza turystyczna, zorganizowana na podstawie osobnych umów z poszczególnymi operatorami, ale zakupiona w jednym punkcie sprzedaży elektronicznej lub bezpośredniej.

Obejmują one kombinację różnych usług turystycznych, takich jak loty, przejazdy, posiłki, zakwaterowanie, wycieczki z przewodnikiem, wynajem samochodów itp.
Połączenie dwóch różnych usług turystycznych na potrzeby tej samej podróży lub wakacji nie zawsze prowadzi do powstania imprezy turystycznej. Jeśli łączone są co najmniej dwie usługi podstawowe (tj. przewóz, zakwaterowanie, wynajem pojazdów) z reguły prowadzi to do powstania imprezy turystycznej.
W przypadku połączenia usługi podstawowej z „innymi usługami” (jak np. usługa pilota, usługa przewodnika turystycznego, wstępy na koncerty czy imprezy sportowe, wstępy do parków rozrywki, zabiegi spa, karnety narciarskie) nie spowoduje to powstania imprezy turystycznej, gdy te „inne usługi”:
- stanowią mniej niż 25% łącznej wartości połączonych usług turystycznych i nie są reklamowane jako istotny element tego połączenia, ani nie stanowią istotnego elementu z innych przyczyn lub
- zostały wybrane i nabyte po rozpoczęciu realizacji usługi podstawowej.